# Circuito de rua

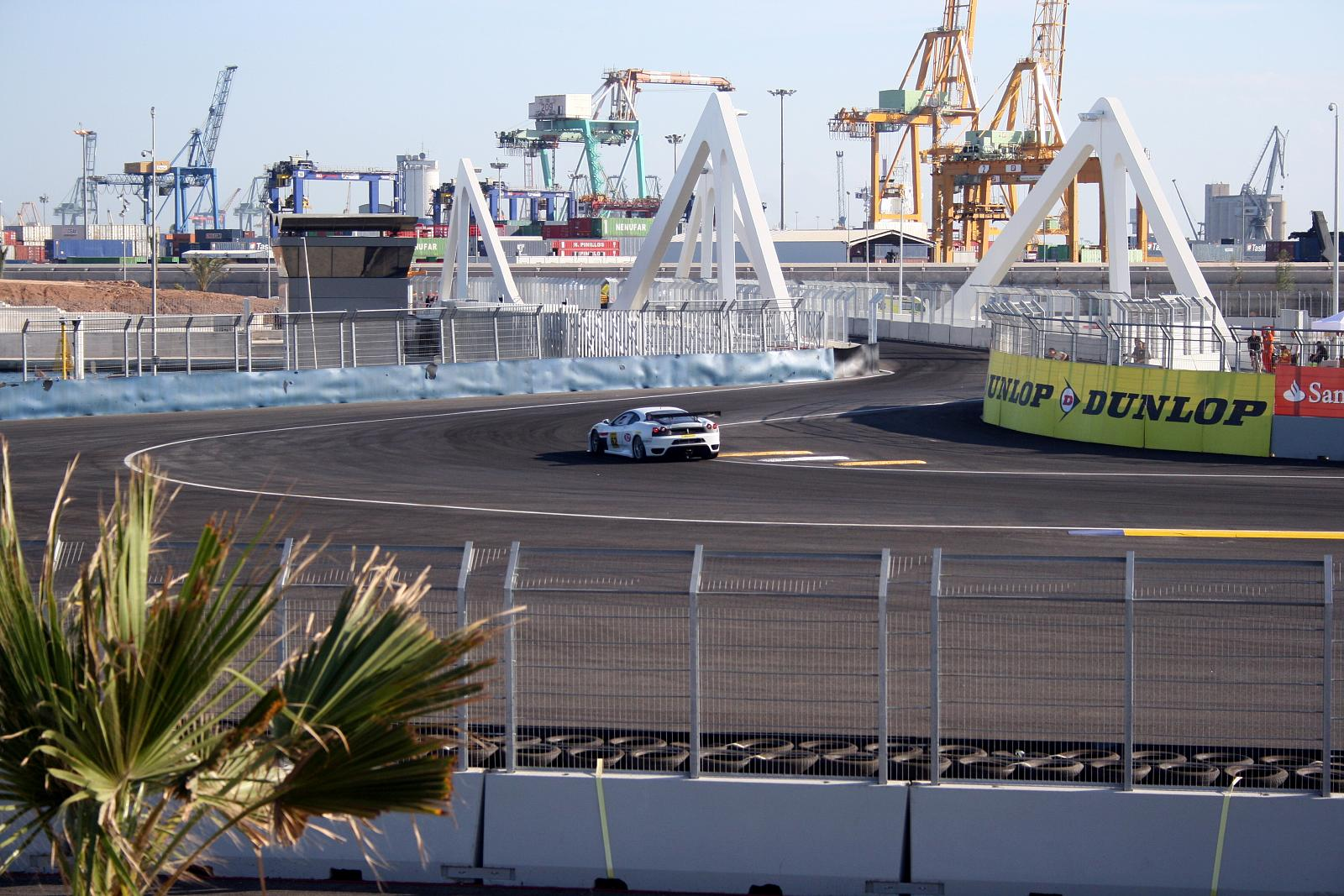
Prova da Super GT no Circuito Urbano de Valência, 2008

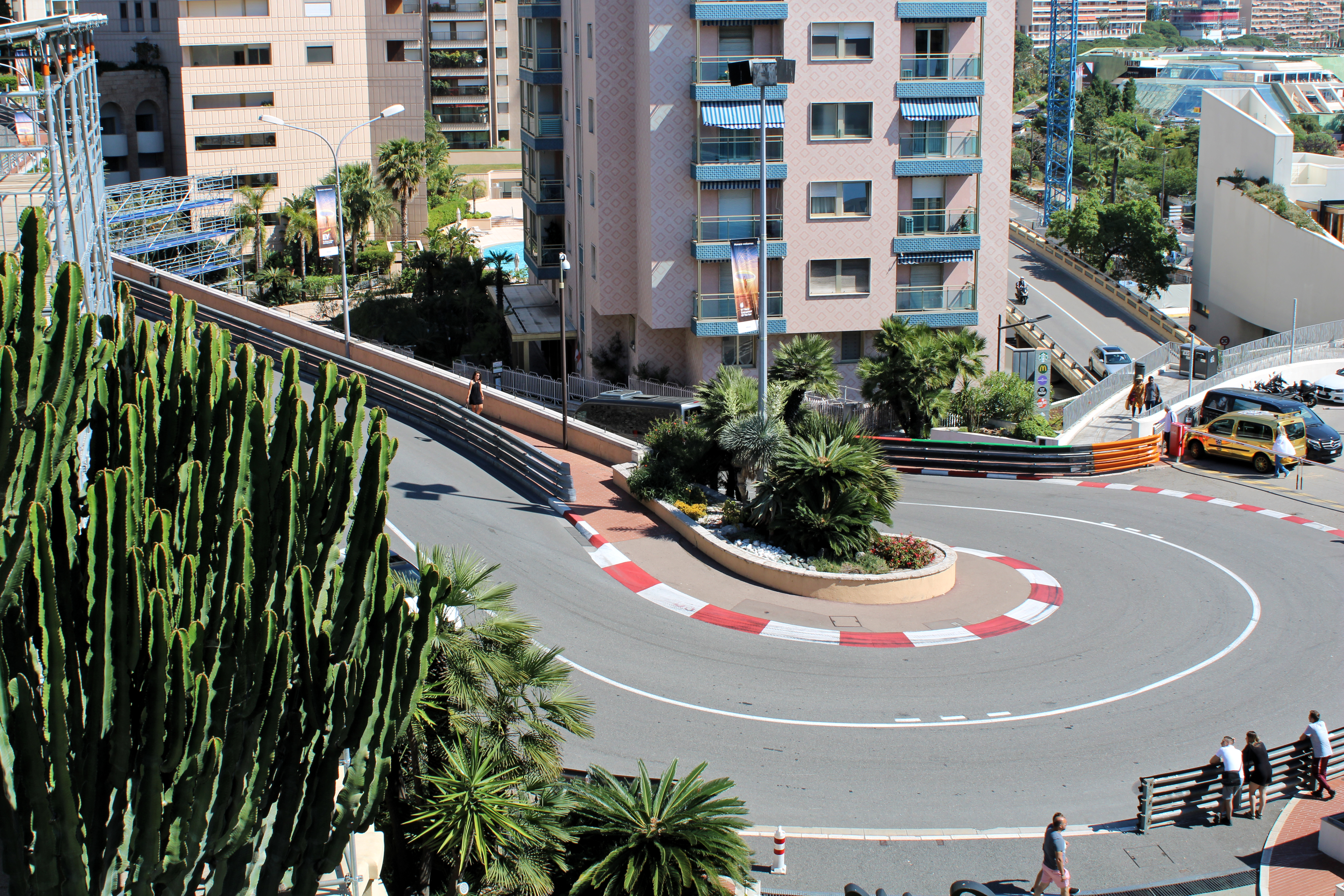
Famosa curva do Circuit de Monaco

Circuito de rua ou circuito urbano é um circuito automobilístico temporário composto por ruas temporariamente fechadas ao tráfego normal. As instalações, como o paddock e os boxes, são removidos logo após o fim da prova disputada. Como o asfalto é adaptado ao tráfego comum, os pilotos tendem a encontrar dificuldades nestes circuitos. Esse tipo de autódromo é considerado sinônimo de alto padrão de vida nos locais em que se situam, uma vez que sua construção é incentivada pelo governo local.

## Lista de circuitos de rua

### Fórmula Indy
- Baltimore Street Circuit, Baltimore
- Belle Isle Park, Detroit
- Honda Indy Toronto, Toronto
- Ruas de São Petersburgo, São Petersburgo
- São Paulo Indy 300, São Paulo

### Fórmula 1
- Phoenix street circuit, Phoenix
- Circuito urbano de Nova Jersey, Nova Jersey (futuro)
- Detroit street circuit, Detroit (extinto)
- Grande Prêmio de Dallas, Dallas (extinto)
- Grande Prêmio de Long Beach, Long Beach
- Ain-Diab Circuit, Ain-Diab (extinto)
- Circuito Urbano de Marina Bay, Baía Marina, Singapura
- Circuit de Monaco, Mônaco
- Circuito Urbano da Boavista, Porto (extinto)
- Montjuïc circuit, Barcelona (extinto)
- Circuito de Pedralbes, Barcelona
- Circuito Urbano de Valência, Valencia
- Adelaide Street Circuit, Adelaide

### Stock Car
- Etapa de Salvador da Stock Car Brasil, Salvador
- Etapa de Ribeirão Preto da Stock Car Brasil, interior do Estado de São Paulo.